# Serrabonne
Serrabonne  est une ancienne commune du département des Pyrénées-Orientales. Elle fait aujourd'hui partie de la commune de Boule-d'Amont.

## Toponymie
Le nom catalan de la commune est Serrabona, de serra bona, bonne montagne.
Au moment de sa disparition, le nom de la commune est orthographié Serrabonne.

## Histoire
La commune de Serrabonne est rattachée à la commune de Boule-d'Amont le 15 mai 1822.

## Politique et administration

### Canton
En 1790, la commune de Serrabonne est incluse dans le canton d'Ille au sein du district de Prades. Elle rejoint ensuite le canton de Vinça en 1801, dans lequel elle demeure après son rattachement à Boule-d'Amont,.

## Population et société

### Démographie ancienne
La population est exprimée en nombre de feux (f) ou d'habitants (H).
| 1358 | 1365 | 1378 | 1424 | 1515 | 1553 | 1720 | 1730 | 1767  |
| ---- | ---- | ---- | ---- | ---- | ---- | ---- | ---- | ----- |
| 9 f  | 8 f  | 6 f  | 5 f  | 2 f  | 4 f  | 12 f | 19 f | 139 H |

| 1774 | 1789 | - | - | - | - | - | - | - |
| ---- | ---- | - | - | - | - | - | - | - |
| 19 f | 32 f | - | - | - | - | - | - | - |

### Démographie contemporaine
La population est exprimée en nombre d'habitants.
| 1793 | 1794 | 1796 | 1800 | 1804 | 1806 | 1820 |
| ---- | ---- | ---- | ---- | ---- | ---- | ---- |
| 137  | 149  | 115  | 128  | 146  | 145  | 120  |

Après 1820, la population de Serrabonne est comptée avec celle de Boule-d'Amont.

## Monuments et lieux touristiques
- Prieuré de Serrabone